# Johnny Eager
Johnny Eager is een Amerikaanse film noir uit 1942 onder regie van Mervyn LeRoy.

## Verhaal
Johnny Eager is een crimineel die zich voordoet als taxichauffeur. Op een dag loopt hij sociologiestudente Lisbeth Brard tegen het lijf. Hij voelt zich onmiddellijk aangetrokken tot de jongedame, die het tegenovergestelde is van zijn huidige vriendin Garnet. Hij begint te vermoeden dat een oude vriend, Lew Rankin hem bedriegt en schakelt de hulp van de briljante, maar alcoholistische Jeff Hartnett in om te ontdekken wat Lew van plan is. Samen volgen ze hem naar een gokhuis, waar Johnny Lisbeth aantreft.
Later die avond, nadat hij heeft bevestigd dat Lew hem bedriegt, gaat hij met Lisbeth naar huis en ontdekt dat haar vader John Benson Farrell is, een advocaat die veel van zijn compagnons succesvol heeft aangeklaagd. Hij wordt gewaarschuwd door Farrell en Jimmy Courtney, Lisbeths bewonderaar, dat de consequenties groot zijn als hij haar kwetst. De volgende dag stuurt hij Garnet naar Florida en liegt dat hij haar later zal volgen. Dit zorgt voor wrok bij Jeff, die vindt dat hij zijn vriendin niet goed behandelt.
Op een avond verklaart Johnny Lisbeth de liefde. Net op dat moment komt een van Johnny's mannen met een pistool binnen. Johnny wil niet ontmaskerd worden als misdadiger en doet alsof de man, Julio, de vijand is. Hij probeert het uit zijn handen te slaan, waarna Lisbeth deze oppakt en de man neerschiet. Als ze zich realiseert dat ze hem heeft vermoord, raakt ze in paniek. Later blijkt echter dat Julio enkel heeft gedaan alsof hij dood is gegaan. Op een andere avond bezoekt hij een gokhal en vermoordt daar Lew.
Farrell is ondertussen op de hoogte gesteld van zijn dochters verdriet en confronteert Johnny. Hij vertelt dat ze Julio heeft neergeschoten en zweert te zwijgen als hij hem helpt met het openen van een track. Later biedt Courtney hem 500.000 dollar aan om deze te sluiten en met Lisbeth te verhuizen. Hij voelt zich echter schuldig, omdat Lisbeth niet kan verwerken dat ze iemand heeft vermoord. Hij probeert het goed te maken en plant haar weer voor te stellen aan Julio. Jeff ziet in dat de gevolgen erg groot voor Johnny zullen zijn als hij dit doet en probeert hij hem ervan te weerhoeden.
Desondanks zet Johnny zijn plan voort en adviseert Lisbeth haar heil te zoeken bij Courtney nadat ze Julio heeft gezien. Ze wordt boos, maar hij slaat haar en vertrekt. Eenmaal op de weg wordt hij neergeschoten door een agent en sterft hij in de armen van Jeff.

## Rolverdeling
| Acteur          | Personage             |
| --------------- | --------------------- |
| Robert Taylor   | John 'Johnny' Eager   |
| Lana Turner     | Lisbeth 'Liz' Bard    |
| Edward Arnold   | John Benson Farrell   |
| Van Heflin      | Jeff Hartnett         |
| Robert Sterling | Jimmy Courtney        |
| Patricia Dane   | Garnet                |
| Glenda Farrell  | Mae Blythe Agridowski |
| Henry O'Neill   | A.J. Verne            |
| Diana Lewis     | Judy Sanford          |
| Barry Nelson    | Lew Rankin            |
| Paul Stewart    | Julio                 |

## Achtergrond
De film werd gemaakt om te profiteren van de chemie tussen Robert Taylor en Lana Turner. De regisseur Mervin LeRoy maakte promotie voor de film door ze T'nT te noemen. Taylor werd in het echte leven ook verliefd op Turner. In haar autobiografie schreef ze dat ze met hem heeft geflirt, maar dat er nooit sprake was van een affaire omdat ze niet verantwoordelijk wilde zijn voor zijn scheiding van Barbara Stanwyck. Toen Taylor haar vertelde te scheiden van zijn vrouw voor haar, stopte ze onmiddellijk met flirten. Taylor bleef getrouwd met Stanwyck.